# یاکوف گودوروژا
یاکوف گودوروژا (اوکراینی: Яків Семенович Годорожа؛ زادهٔ ۱۸ مهٔ ۱۹۹۳) اسکیت‌باز نمایشی اهل اوکراین است.

## حرفه
وی همچنین از اسکیت‌بازان نمایشی در بازی‌های المپیک زمستانی ۲۰۱۴ بوده است. 